# Корж (хлібопродукт)

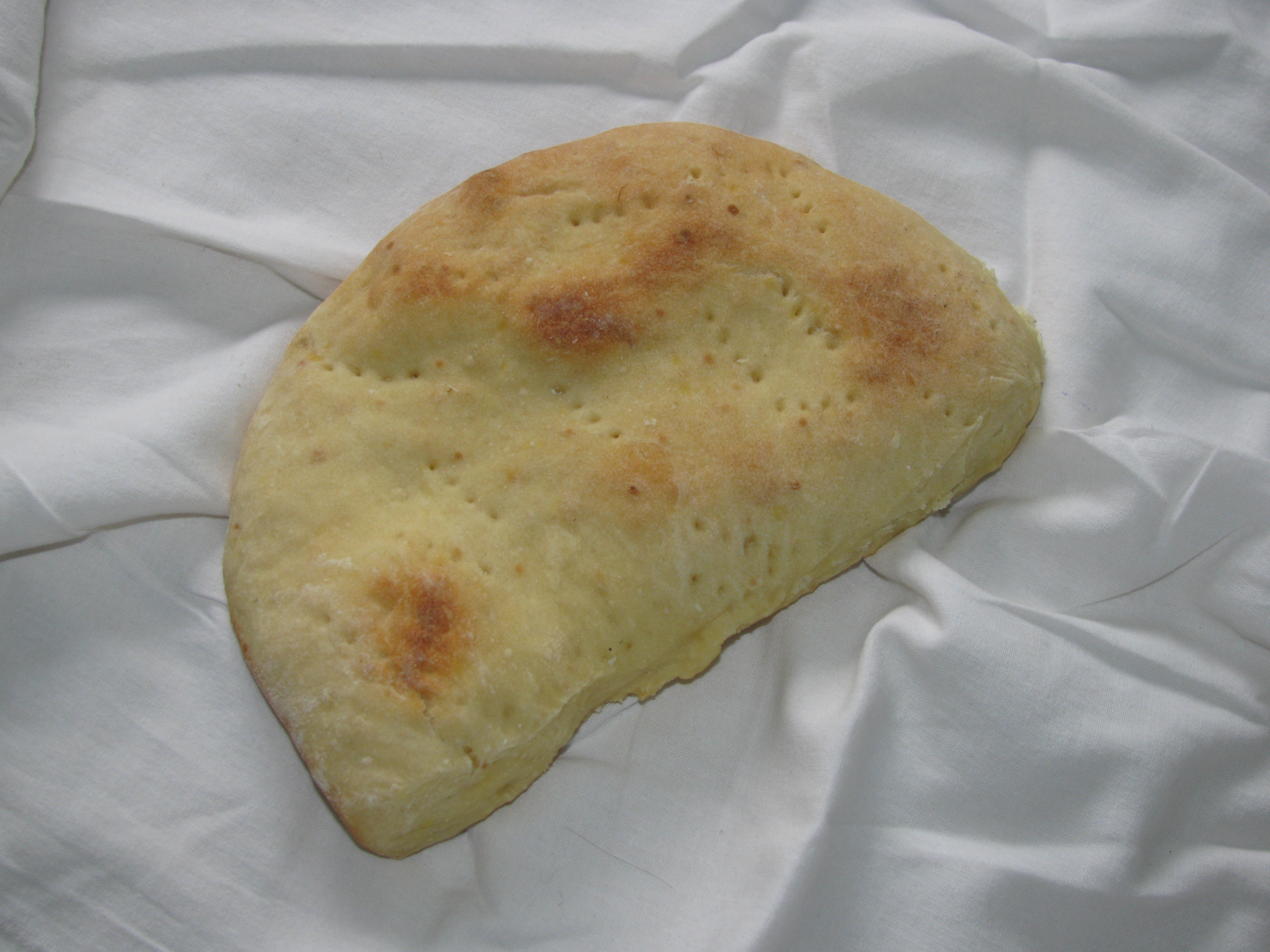
Корж з прісного тіста

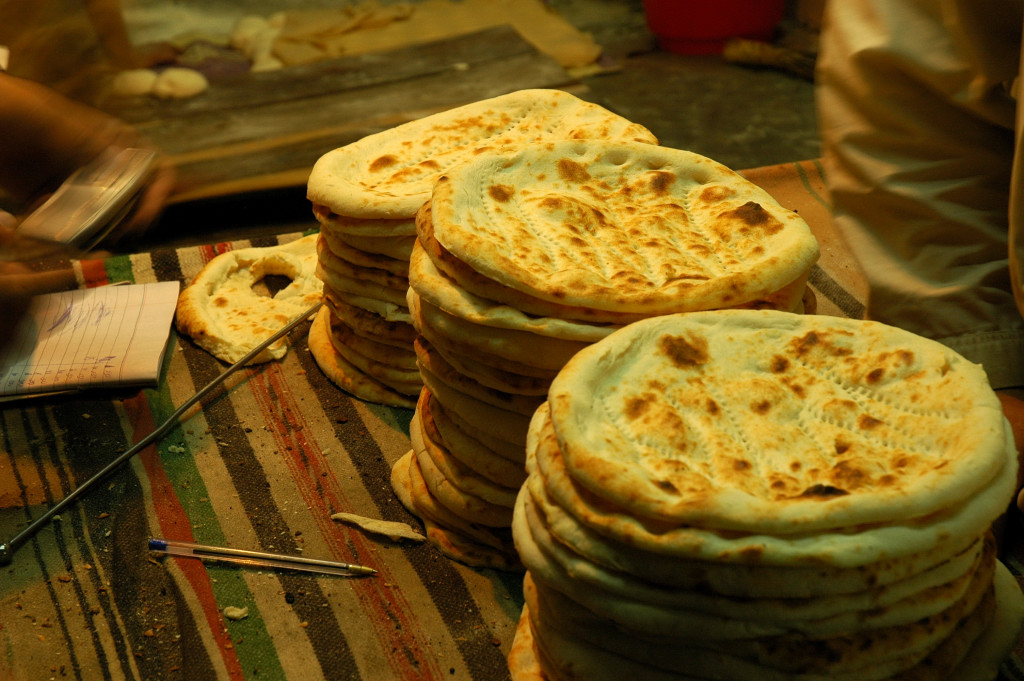
Пакистанські коржі

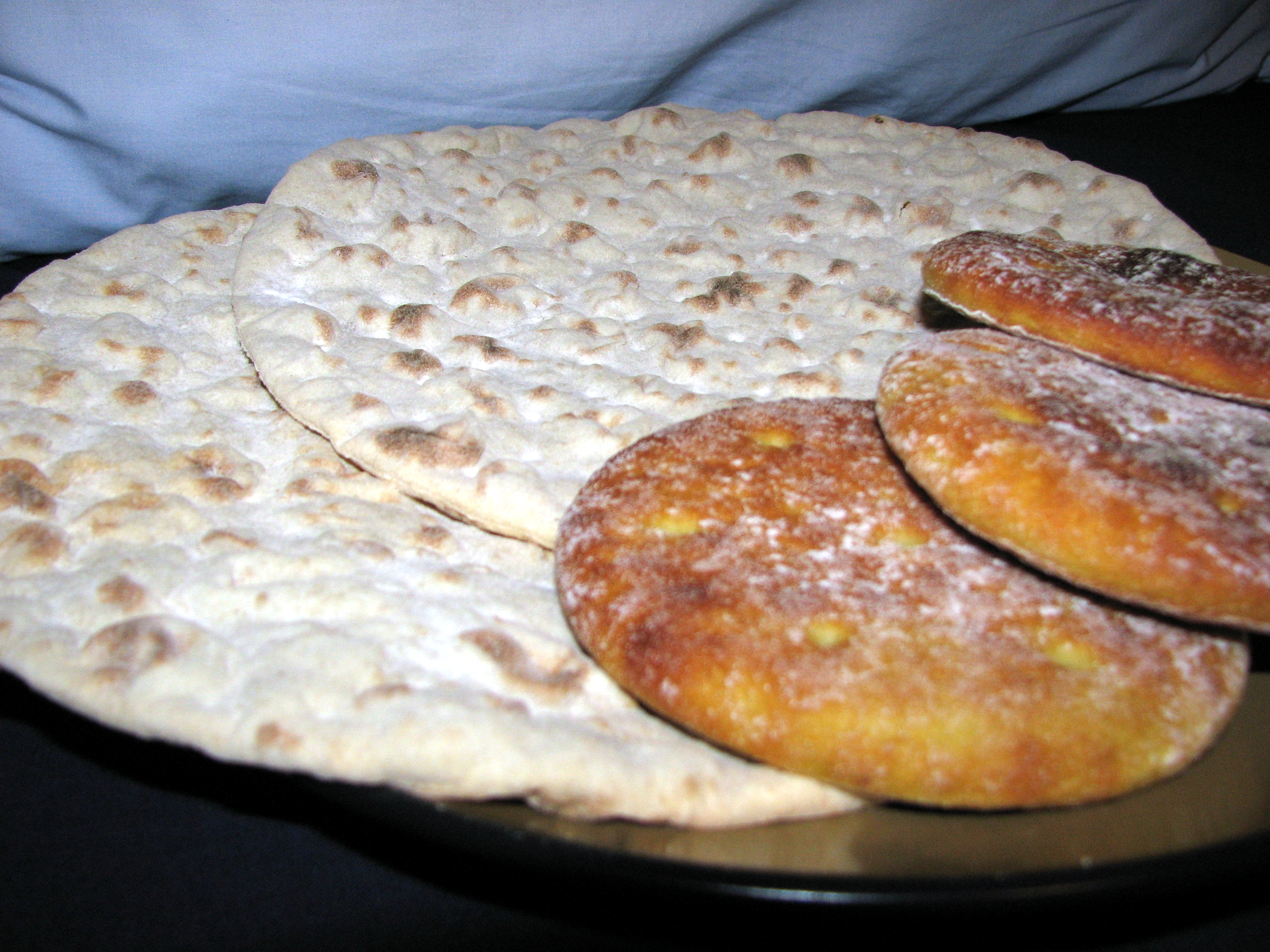
Фінські коржі з житнього борошна і картоплі

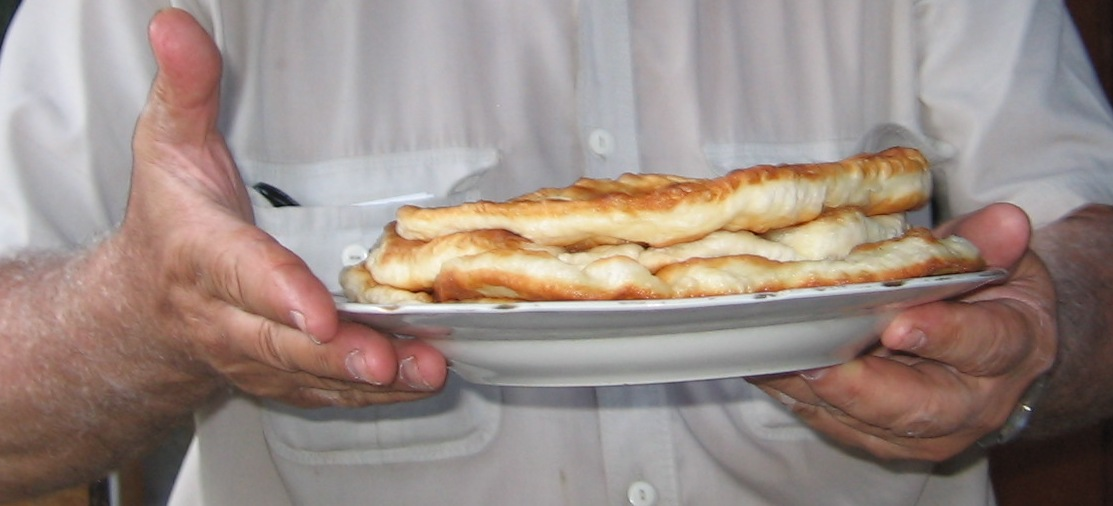
Свіжа випічка. Фрагмент.

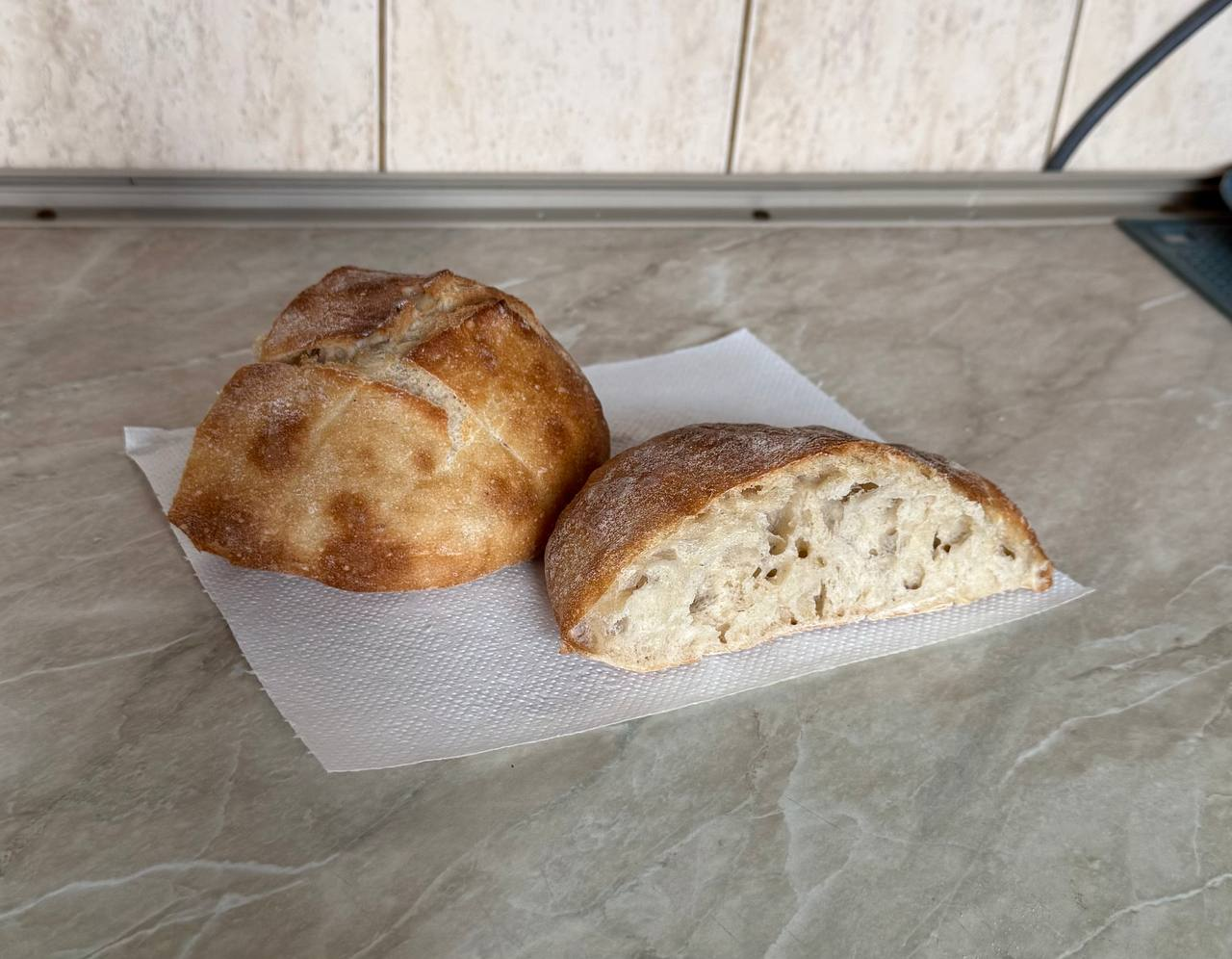
Боснійська лепінья

Корж, діал. бу́цик — вид хліба, або печеного виробу, що має пласку форму та виготовляється з прісного тіста. Часом коржами називають будь-який хліб пласкої форми незалежно від того з якого тіста вони виготовлені. Коржі споживають в їжу самі по собі (як хліб), або ж вони є заготовками для подальшого приготування (наприклад коржі в тортах). Коржі печуть в печах, на вугіллі чи на металевих листах.
Це традиційний хліб середньоазійських народів. Також інші види коржів зустрічаються в багатьох кухнях світу — від середземноморської до латиноамериканської.
У тісто можна додавати різноманітні компоненти: спеції, приправи, шкварки, сир, ягоди та фрукти.

## Класифікація
Коржики класифікуються
- За типом тіста, яке в них використовується:
  - Житній коржик;
  - Здобний коржик;
  - Прісний коржик.
- За способом приготування:
  - Тандирний коржик (тандир-нан) — коржик, випечений в тандирі.
- За приналежністю до обряду або народу.

## Коржі в кухнях світу
- Баннок — смажений хліб в індіанській кухні.
- Касаб — виготовляються з кореня юки в індіанській кухні.
- Лаваш — тонкі коржі з пшеничного борошна переважно у народів Кавказу і Близького Сходу.
- Матнакаш — вірменська кухня.
- Маца — єдиний вид хлібу, дозволений до вживання протягом єврейського свята Песах.
- Наан — індіанська кухня.
- Нокаке — кукурудзяні коржі в індіанської кухні.
- Піта — середземноморська кухня.
- Піца — італійська кухня.
- Плескана — плескаті коржі з холодної лемішки в українській кухні.
- Перепічка — будь-який тонкий коржик в українській кухні.
- Пупуса — товстий кукурудзяний корж в індіанській кухні.
- Рейкялейпя — з житнього борошна в фінській кухні.
- Тандир-нан (тандирний хліб) — середньоазійські різновиди:
  - Токаш — в казахській кухні і Тогач — у уйгурів.
  - Табана-ңаң або тапанча в казахській кухні, особливий коржик випечений в сковороді.
  - Патир — узбецька кухня.
- Тортилья — хліб з кукурудзяного борошна у народів Латинської Америки.
- Фокача — італійська кухня.
- Хачапурі — грузинська кухня.
- Чапаті — індійська кухня.
- Чурек — загальна назва хліба на Північному Кавказі (в основному Кабардино-Балкарії та Черкесії), а також у Вірменії.
- Шельпек — традиційний казахський, уйгурський і каракалпацький смажений коржик.
- Шотландські весільні коржі.
- Лепінья, або лепіна — традиційний балканський (головне поширений у Боснії і Герцеговині, а також Сербії та Хорватії) дріжджовий губчастий коржик.